# 曲川村
曲川村（まがりかわむら）は、佐賀県西松浦郡にあった村。現在の西松浦郡有田町の一部にあたる。

## 地理
有田川の上流に位置していた。
- 山岳：黒髪山[2]

## 歴史
- 江戸時代は、佐賀本藩領、皿山代官所支配[2]。松浦郡有田郷所属[2]。
- 1889年（明治22年）4月1日、町村制の施行により、西松浦郡曲川村が単独で村制施行し、曲川村が発足[1][2]。大字は編成せず[2]。
- 1955年（昭和30年）4月1日、西松浦郡大山村と合併し、西有田村を新設し廃止された[1][2]。合併後、西有田村大字曲川となる[2]。

### 地名の由来
有田川がこの地で流れを北に変えることから。

## 地区
- 原明・楠木原・上本村・下本村・北ノ川内・黒川・仏ノ原・深城・中古場・蔵宿・上南川良山・下南川良山・南川良原[2]

## 産業
- 農業、工業、商業[2]

## 交通

### 鉄道
- 1898年（明治31年）8月、伊万里鉄道（現松浦鉄道西九州線）蔵宿駅開設[2]。